# Neil Shephard
Neil Shephard (né le 8 octobre 1964) est un économètre, actuellement professeur "Frank B. Baird Jr" de sciences au département d'économie et au département de statistique de l'Université Harvard.
Ses contributions les plus connues sont : (i) la formalisation de l'économétrie de la volatilité réalisée, qui estime de manière non paramétrique la volatilité des prix des actifs, (ii) l'introduction du filtre à particules auxiliaire (extraction de signal), (iii) l'identification non paramétrique des sauts de l'économie financière, à travers la variation multipuissance, (iv) les modèles de volatilité stochastique basés sur les processus non gaussiens d'Ornstein-Uhlenbeck, connus sous le nom de modèles "Barndorff-Nielsen-Shephard".

## Jeunesse et éducation
Neil Shephard est né à Plymouth, en Angleterre, mais déménage à Norfolk, à l'âge d'un an. Sa mère Tydfil Shephard (1930-1972), est professeure de lycée et son père Tom Shephard, est directeur d'un lycée de Norfolk. En 1975, son père se remarie à Gillian Shephard. Il fréquente le Marshland High School à West Walton, la King Edward VII Grammar School à King's Lynn et 1981-1983 City of Norwich School (il étudie les mathématiques pures et les statistiques, l'économie et la politique au niveau A). Il étudie l'économie et les statistiques en premier cycle à l'Université d'York au Royaume-Uni de 1983 à 1986, obtient un diplôme de première classe avec distinction. Il fait son M.Sc. (décerné en 1987, avec distinction) et Ph.D. (en 1990) à la LSE.

## Carrière académique
Il est maître de conférences en statistiques à la LSE de 1988 à 1993. Il part au Nuffield College d'Oxford en 1991 pour rejoindre le groupe d'économie en tant que chercheur du prix Gatsby en économétrie (financé par la Fondation Gatsby). En 1993, il devient Fellow officiel en économie au Nuffield College d'Oxford. Il est professeur d'économie et de statistique à l'Université Harvard depuis 2013.
Il est élu Fellow de la British Academy en 2006, Fellow de la Société d'économétrie en 2004. Il reçoit un doctorat honorifique en économie de l'Université d'Aarhus en 2009, le prix Richard Stone d'économétrie appliquée 2012 et la médaille d'argent Guy 2017 de la Royal Statistical Society.
Avec David Hendry, il fonde l'Econometrics Journal en 1998. Avec Colin Mayer (en), il fonde la maîtrise en économie financière de l'Université d'Oxford. En 2007, il cofonde l'Oxford-Man Institute, qu'il dirige de 2007 à 2011. Il préside le département des statistiques à Harvard de 2015 à 2022. Avec des collègues en informatique et en statistique, il fonde la maîtrise en science des données de l'Université de Harvard en 2018 et la Harvard Data Science Initiative.